# Língua amauaca
Amauaca, amahuaca ou amawaka é uma língua da família pano falada por algumas dezenas de pessoas da etnia amauaca na região amazônica do Peru (~130 pessoas) e no Brasil (~220 pessoas). É também chamada de amaguaco, ameuhaque, ipitineri e sayaco. As línguas que lhe são mais próximas são a cashinahua e a língua shipibo.

## Falantes
Não tem status oficial, 20 dentre os falantes a têm como única língua. De seus falantes, 30% a escrevem no seu idioma e 50% escrevem em espanhol. Há escolas bilíngues, mas a língua apresenta conotação depreciada. Já existem em Anahuaca dicionários, gramáticas e partes da Bíblia.

## Dialetos
A língua apresenta os dialetos inuvaken e viwivaken.

## Nome
Seu nome se deve ao rio das capivaras, na língua local. São chamados de ipatineri por seus vizinhos "piro". Os amauacas chamam a si próprios de yora (povo) ou honi kuin (homens verdadeiros).

## Escrita
A língua Amahuaca usa o alfabeto latino ensinado por missionários. Se compões de:
- Três vogais: A, I, O curtas e longas;
- Dezesseis consoantes: C/K, Ch/C, H, J, M, N,  P, R;  Sh/X/S, T, Tz, V, X, Y, Z

## Amostra de texto
Tzovan jato jumahaito hinaayamanonmun vacunoxcanquihnucanpu. Tzovan jato zinaayamanonmun vacunoxcanquihnucanpu. Jonitzan derechocavizyahtoxrivimun vacunoxcanquihqui. Quiyoovinin shinanquin hiromaquin jaucuzahavorahquiqui shinantimunhcanquihqui. Vacurazixquicavizhi quiyoovinixjatimunhcanquihnucanpu.
Todos os seres humanos nascem livres e iguais em dignidade e direitos. São dotados de razão e consciência e devem agir em relação uns aos outros com espírito de fraternidade. (artigo 1’º - Declaração Universal dos Direitos Humanos)

## Vocabulário
Vocabulário amauaka (Russell 1959):
| nº | Português                  | Amauaka   |
| -- | -------------------------- | --------- |
| 1  | sujeira                    | maíʔ      |
| 2  | pedra                      | maxax     |
| 3  | riacho                     | paxkoʔ    |
| 4  | areia                      | miʃpooʔ   |
| 5  | ervas                      | naíʔ      |
| 6  | floresta                   | niʔiʔ     |
| 7  | arvore                     | hííʔ      |
| 8  | raiz                       | tapǫʔ     |
| 9  | toco                       | woroʔ     |
| 10 | casca de árvore            | raxʷiiʔ   |
| 11 | folha                      | pǐʔiʔ     |
| 12 | semente                    | hǐxǐʔ     |
| 13 | colina                     | matǫkoʔ   |
| 14 | campo de milho             | waíʔ      |
| 15 | abrigo                     | maʔotatíʔ |
| 16 | vinha                      | niʃíʔ     |
| 17 | corda                      | riswiiʔ   |
| 18 | flecha                     | piyáʔ     |
| 19 | faixa que se usa na cabeça | maitiʔ    |
| 20 | sala, pano                 | watʃíʔ    |
| 21 | colar                      | kakǐǐtí   |
| 22 | corpo                      | yoraʔ     |
| 23 | peito                      | xotʃiʔ    |
| 24 | mão                        | mǐwiʔ     |
| 25 | pescoço                    | tǐxoʔ     |
| 26 | bochecha                   | tamóʔ     |
| 27 | boca                       | kǐxaaʔ    |
| 28 | alimento                   | hiritíʔ   |
| 29 | bebida                     | ayatiʔ    |
| 30 | farinha de milho           | roroʔ     |
| 31 | farinha de milho torrada   | mǐtoʔ     |
| 32 | fino                       | wǫyǫʔ     |
| 33 | grosseiro                  | wǐxkǐʔ    |
| 34 | doce                       | watáʔ     |
| 35 | azedo                      | katʃaʔ    |
| 36 | leve                       | xatáʔ     |
| 37 | pesado                     | iyǐʔ      |
| 38 | muitos                     | naʔaʔ     |
| 39 | dois                       | rawǐǐʔ    |
| 40 | pequeno                    | piʃtaʔ    |
| 41 | vermelho                   | wįʃįʔ     |
| 42 | azul                       | nawaʔ     |
| 43 | verde                      | mapax     |
| 44 | preto                      | tʃaʔoʔ    |
| 45 | longe                      | wismaʔ    |
| 46 | perto                      | oramaʔ    |
| 47 | arraia-lixa                | ííʔ       |
| 48 | jacaré                     | kapǐǐʔ    |
| 49 | sapo                       | tokoróʔ   |
| 50 | morcego                    | kaʃíʔ     |